# حلوای باله‌پیچ
حلوای باله‌پیچ (نام علمی: Pleuronichthys decurrens) نام یک گونه از زیرخانواده راست‌رویان است.